# Martha Cooper

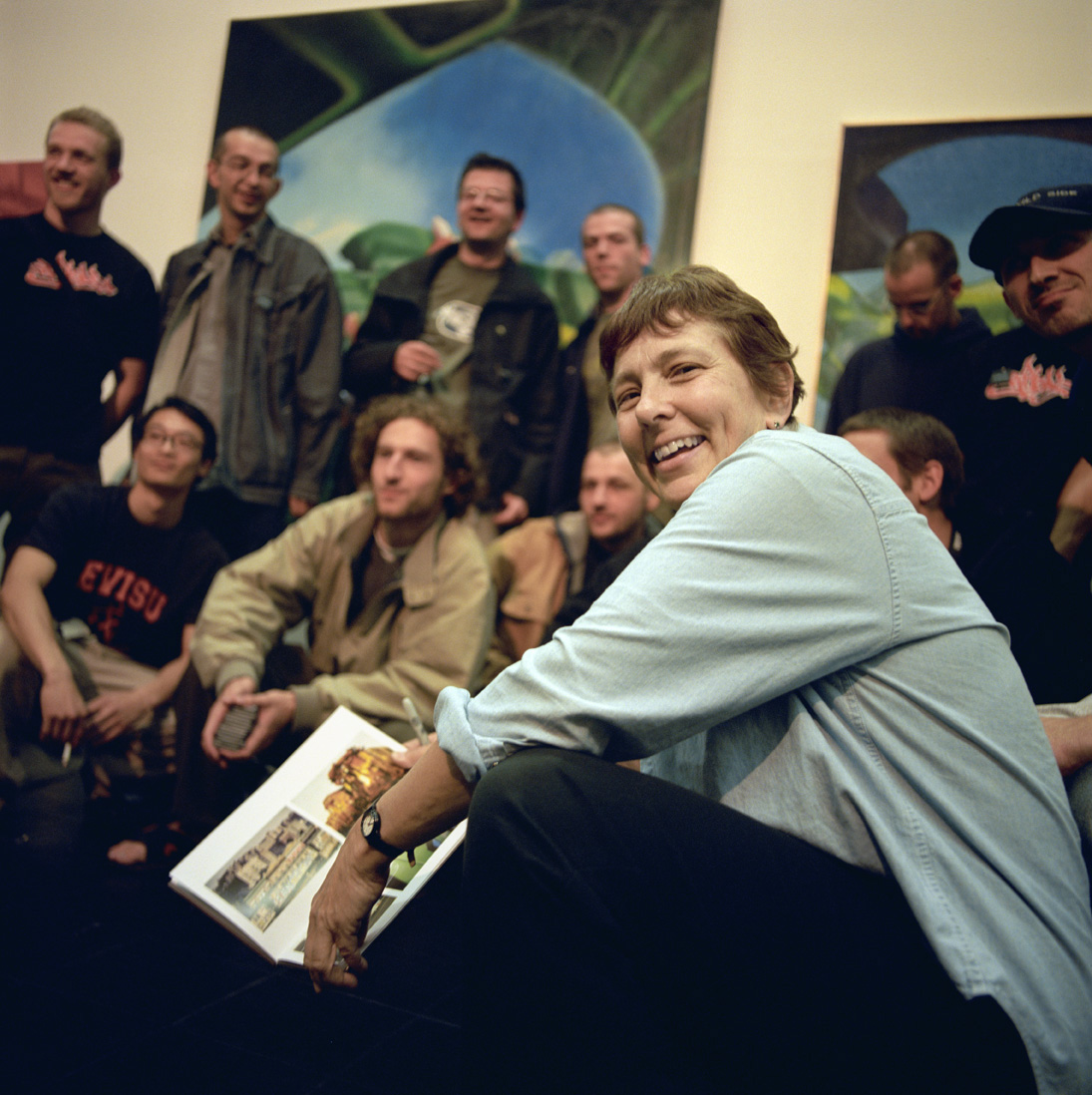
Martha Cooper während der Graffiti-Art Ausstellung Urban Discipline in Hamburg (2001)

Martha Cooper (* 9. März 1943 in Baltimore, Maryland) ist eine US-amerikanische Fotojournalistin, die mit ihren Bildern insbesondere die Entwicklung der New Yorker Hip-Hop-Kultur dokumentiert hat.

## Leben
Martha Cooper fotografierte bereits im Alter von drei Jahren. Nach dem Collegeabschluss am Grinnell College in Iowa ging sie 1963 mit dem Friedenskorps als Englischlehrerin nach Thailand.
Nach zwei Jahren Unterricht fuhr sie 1965 mit einem Motorrad über 20.000 Kilometer von Thailand nach Oxford, England und begann ein Studium der Ethnologie. Sie war der Meinung, dass die Möglichkeiten der Kamera nicht genutzt werden und suchte nach einem Weg, Fotografie und Anthropologie zu verbinden („Ethnografin hinter der Kamera“).
Nach Anstellungen am Smithsonian Institut, der Universität Yale und einem Praktikum beim National Geographic heiratete sie 1969 den Anthropologen Stewart Guthrie; beide lebten bis 1971 in Japan.

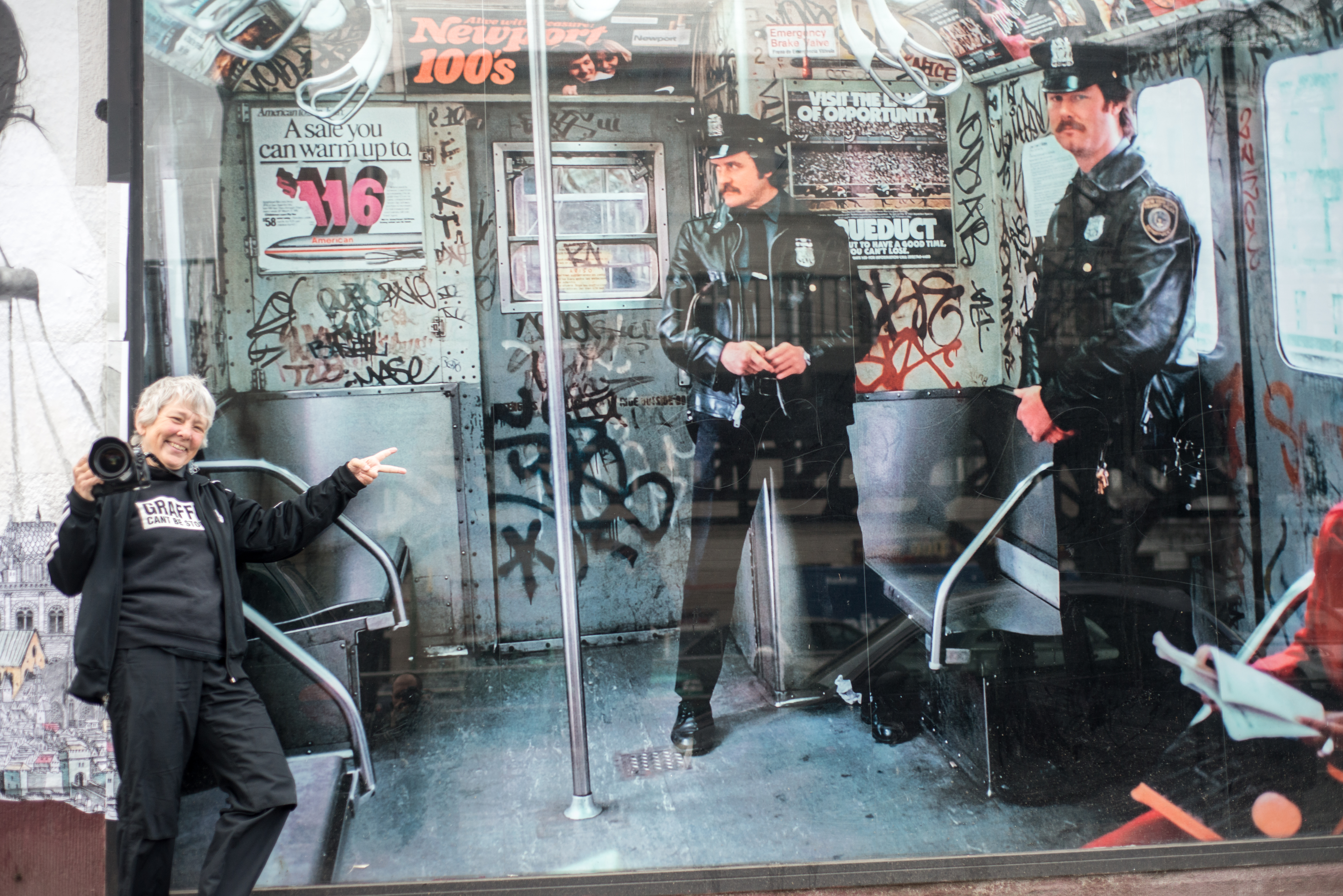
Martha Cooper vor einer Fotoinstallation in Berlin (2014)

Nach der Rückkehr in die Vereinigten Staaten arbeitete sie ab 1973 als Fotografin für die New York Post. Im Zuge dessen traf sie 1979 in Manhattans Lower East Side den Graffiti-Writer HE3, der sie in Kontakt mit der Writing-Szene brachte. Cooper lernte schnell weitere bekannte Sprüher wie Dondi kennen und begann, die Arbeiten der Jugendlichen systematisch abzulichten.
Im Januar 1980 machte Martha Cooper die ersten Fotos von einem Phänomen, was heute als Breakdance bekannt ist. Bei den Bildern handelt es sich um die ersten Dokumente, die über Breakdance berichten.
Das Buch Subway Art, das sie 1984 zusammen mit dem Fotografen Henry Chalfant veröffentlichte, wurde zum Meilenstein der Writing-Dokumentation und sorgte maßgeblich für eine mediale Verbreitung des Phänomens in Europa. Auf der Frankfurter Buchmesse lernten Cooper und Chalfant einen Verlag kennen, der bereit war, die Erstauflage von Subway Art zu veröffentlichen, nachdem sämtliche amerikanischen Verlage das Manuskript mit der Begründung abgelehnt hatten, die Publikation fördere den öffentlichen Vandalismus in den Großstädten durch Sprühdosen-Schmierereien. Der Bildband mit gesammelten Fotografien gilt als Standardwerk über die Geschichte und Kultur der Straßenkunst Graffiti. Anhand der in dieser Inspirationsquelle abgebildeten Graffiti-Werke schulten Generationen von Sprayern ihren Malstil. Außerdem brachte Martha Cooper das Sachbuch Tokyo Tattoo 1970 über die japanische Kultur des Tätowierens heraus.
Im Jahr 2006 nahm Cooper am Outsides-Projekt, einer corporate streetart attack in Wuppertal, teil und schrieb das Vorwort für die als Buch erschienene Projekt-Dokumentation.
Im Mai 2018 veröffentlichte sie mit der 1UP-Crew das Buch One Week with 1UP. Die Fotografin begleitete die Sprayer-Gruppe eine Woche lang und dokumentierte diese Zeit in dem Buch.

## Veröffentlichungen und Literatur
- mit Henry Chalfant: Subway Art. 2. Auflage. Thames & Hudson Inc., New York 1984, ISBN 978-0-500-27320-3 (englisch, online [abgerufen am 4. Januar 2014]).
  - deutsch: Subway Art. Edel Edition, Hamburg 2009; Sonderausgabe: ISBN 978-3-941378-14-8.
- R.I.P.: New York Spraycan Memorials, Thames and Hudson, 1994
- Street Play, From Here to Fame, 2005
- We B*Girlz, text by Nika Kramer, Powerhouse Cultural Entertainment Books, 2005
- Name Tagging, Mark Batty Publisher, Juli 2010
- Zeb.Roc.Ski präsentiert: Martha Cooper Hip Hop Files: Photographs 1979–1984. From Here to Fame Publishing, Berlin, 2013, 240 Seiten, ISBN 978-3-937-94646-7.
- mit Ninja K.: One Week with 1UP Publishing Mai 2018